# Альтернатива Жиса — Маргулиса
Альтернатива Жиса — Маргулиса — теорема о строении подгрупп группы гомеоморфизмов окружности, являющаяся аналогом альтернативы Титса.

## Введение
В 1987 году Этьен Жис и Влад Сержиеску показали, что группа гомеоморфизмов окружности {\displaystyle {\rm {Homeo}}(S^{1})} не удовлетворяет альтернативе Титса. А именно, группа Томпсона {\displaystyle F}, которая вкладывается в группу {\displaystyle {\rm {Homeo}}(S^{1})}, не содержит ни разрешимых подгрупп конечного индекса, ни неабелевых свободных подгруппы.
В своём докладе на симпозиуме по динамическим системам, проходившем в Париже в июне 1998 года, Этьен Жис высказал предположение о том, что, тем не менее, в этом случае верен определённый аналог альтернативы Титса, который ему удалось доказать в аналитическом случае. В общем случае его гипотеза была доказана в 2000 году Григорием Александровичем Маргулисом.

## Формулировка
Для любой подгруппы {\displaystyle G\leqslant {\rm {Homeo}}(S^{1})} выполняется хотя бы одно из следующих условий:
- на окружности {\displaystyle S^{1}} существует борелевская вероятностная мера, инвариантная относительно действия группы {\displaystyle G};
- группа {\displaystyle G} содержит свободную подгруппу ранга два.

Во втором случае группа {\displaystyle G} также содержит свободные подгруппы всех конечных и счётного рангов, поскольку свободная группа ранга два содержит их.

## Примеры
Если все элементы группы {\displaystyle G} являются изометриями (например, поворотами или отражениями), то мера Лебега на окружности {\displaystyle S^{1}} инвариантна относительно действия группы {\displaystyle G}.
Если действие группы {\displaystyle G} на окружности {\displaystyle S^{1}} имеет хотя бы одну конечную орбиту, то среднее дельта-мер Дирака, соответствующих точкам этой орбиты, является вероятностной мерой, инвариантной относительно {\displaystyle G}.
Для группы Томпсона {\displaystyle T} реализуется второе условие — она содержит неабелеву свободную подгруппу. Это связано с тем, что её действие на окружности минимально (см. далее).

## Следствия
Примечательным следствием альтернативы Жиса — Маргулиса является следующая теорема о структуре минимальных действий групп на окружности.
Для любой подгруппы {\displaystyle G\leqslant {\rm {Homeo}}(S^{1})}, действующей на окружности {\displaystyle S^{1}} минимально, выполняется в точности одно из следующих условий:
- группа {\displaystyle G} содержит абелеву подгруппу индекса не более два и действие {\displaystyle G} на {\displaystyle S^{1}} сопряжено действию изометриями, а точнее, существует такой сохраняющий ориентацию автогомеоморфизм {\displaystyle \varphi \colon S^{1}\to S^{1}}, что {\displaystyle \varphi G\varphi ^{-1}\leqslant {\rm {Isom}}(S^{1})};
- группа {\displaystyle G} содержит свободную подгруппу ранга два.

В случае, если все гомеоморфизмы из {\displaystyle G} сохраняют ориентацию, то есть {\displaystyle G\leqslant {\rm {Homeo}}_{+}(S^{1})}, в первом условии можно заменить {\displaystyle {\rm {Isom}}(S^{1})} на группу вращений {\displaystyle {\rm {Isom}}_{+}(S^{1})\cong {\rm {SO}}_{2}(\mathbb {R} )} и, тем самым, в этом случае группа {\displaystyle G} сама абелева.
Указанная теорема следующим образом выводится из альтернативы Жиса — Маргулиса.
В силу минимальности носитель вероятностной меры, инвариантной относительно данного действия группы, совпадает со всей окружностью.
Любая борелевская вероятностная мера на окружности {\displaystyle S^{1}}, носитель которой совпадает со всей окружностью, может быть переведена некоторым сохраняющим ориентацию автогомеоморфизмом в меру Леберга. Тем самым, действие, полученное сопряжением таким автогомеоморфизмом окружности, сохраняет меру Лебега, то есть является действием изометриями.

## Доказательство
В своём доказательстве альтернативы Маргулис сначала устанавливает истинность указанного выше следствия, а затем выводит из него общий случай с помощью определённого рассуждения, принадлежащего Стивену Хёрдеру.
Доказательство частного случая альтернативы, соответствующего следствию, состоит в следующем.
Если действие группы {\displaystyle G} на окружности {\displaystyle S^{1}} равномерно непрерывно, то замыкание группы {\displaystyle G} в пространстве {\displaystyle {\rm {Homeo}}(S^{1})}, рассматриваемом с компактно-открытой топологией, компактно. В этом случае искомая инвариантная мера на окружности может быть получена усреднением (вероятностной) меры Хаара на этом замыкании.
Если минимальное действие {\displaystyle G} на окружности {\displaystyle S^{1}} не является равномерно непрерывным, то оказывается, что оно является проксимальным, то есть для любых двух точек {\displaystyle x,y\in S^{1}} существует такая бесконечная последовательность {\displaystyle \{g_{i}\}} элементов из {\displaystyle G}, что
{\displaystyle \lim _{i\to \infty }g_{i}(x)=\lim _{i\to \infty }g_{i}(y)}.
Далее устанавливается, что к группе, действующей минимально и проксимально на окружности, применима лемма о пинг-понге, откуда следует, что она содержит свободную подгруппу ранга два.